# Beautiful Boy (film 2018)
Beautiful Boy è un film statunitense del 2018 diretto da Felix Van Groeningen.
Il film è basato sui libri Beautiful Boy: A Father's Journey Through His Son's Addiction di David Sheff e Tweak: Growing Up on Methamphetamine di suo figlio Nic Sheff, e racconta di un padre che cerca di aiutare il figlio a uscire dal tunnel della tossicodipendenza. Protagonisti della pellicola sono Steve Carell e Timothée Chalamet, che interpretano gli Sheff.

## Trama
2010. In un'intervista privata condotta da un giornalista del New York Times, un uomo di nome David Sheff sta per raccontare la situazione critica di suo figlio Nic, il quale è un tossicodipendente.
San Francisco, 2009. A notte fonda, David Sheff telefona all'ospedale della zona per sapere se suo figlio, il diciottenne Nic, è stato ricoverato lì, e ottiene risposta negativa; preoccupato, attende altri due giorni senza ricevere notizie del ragazzo, finché una mattina, appena arrivato con la compagna Karen e i due figli piccoli Jasper e Daisy nella loro baita immersa nel verde, lo trova nel suo letto, nervoso e stanco.
Il giorno seguente i due si recano in macchina in un rehab, e giunti lì Nic dà in escandescenze e si rifiuta di entrare, sostenendo di aver "imparato la lezione" e che non si drogherà più. David, vedendo come il figlio non riesca a controllare i suoi improvvisi scatti d'ira, lo fa entrare comunque. La dirigente del centro riabilitativo dice all'uomo che il vero problema di Nic è il fatto di negare di avere effettivamente molta droga in corpo, e che perciò va curato subito, per i successivi 28 giorni, con psichiatri e gruppi di supporto quotidianamente, e lui subito accetta.
Trascorso un mese, David va a fare visita a Nic, il cui dottore dice che il ragazzo ha fatto notevoli progressi, mentre il ragazzo pensa di aver bisogno di più tempo nella struttura. Nic dice inoltre al padre di non voler andare al college, per il momento, cosa che all'uomo dispiace: è poi Karen, in privato, a dirgli di smetterla di essere così comprensivo. Dopo qualche giorno, a David arriva una chiamata da parte della direttrice del rehab, che gli comunica che il figlio è scappato il giorno prima e non è più tornato, per poi subito rassicurarlo che è una cosa molto normale, e che Nic tornerà presto. David allora riattacca e va subito a cercare il ragazzo, per poi ritrovarlo mentre diluvia in un quartiere malfamato, senza forze e sul punto di vomitare.
Dopo aver comprato un appartamento tutto per sé a Los Angeles, Nic dice di voler finalmente andare all'università della città e, piangendo, che gli dispiace di aver iniziato ad assumere sostanze ben prima del periodo che David si aspettava, infatti l'uomo si arrabbia molto.
Più tardi quella notte, da solo, Nic guida fino a San Francisco, dove incontra Lauren, una studentessa dell'università tossicodipendente, a cui confessa il suo desiderio di "fare festa", nonostante sia stato pulito per un po' di tempo. Così i 2 comprano varie droghe per le strade, che procedono ad iniettarsi insieme a casa di Lauren, per poi inoltre fare sesso nella doccia.
Intanto, quando scopre che Nic è scomparso di nuovo, David si prepara a cercarlo, ma Karen protesta, urlandogli al telefono di aver fatto tutto il possibile per Nic, ma che non potrà mai fare nulla per porre fine davvero alla dipendenza del ragazzo, cosa che David deve accettare, seppur ovviamente con il cuore spezzato.
Un giorno Nic e Lauren irrompono nella casa di David mentre questo e la sua famiglia non ci sono, e recuperano e rubano alcuni oggetti di valore: presto la famiglia torna a casa e i 2 ripartono rapidamente. All'inizio non vengono notati, ma il figlio minore di David, il piccolo Jasper, invece vede l'auto mentre fugge, e Karen più determinata che mai li insegue con la sua macchina, ma alla fine decide di fermarsi e li lascia andare.
Inoltre Lauren presto va in overdose, ma viene rianimata con il massaggio cardiaco da Nic e mandata con urgenza in ospedale: qui Nic chiama in lacrime David e chiede il permesso di tornare a casa, cosa che suo padre, fingendosi freddo, rifiuta e, nonostante le suppliche del ragazzo, l'uomo riattacca e scoppia in lacrime. Disperato, anche Nic va in overdose, iniettandosi una siringa di eroina, ma sopravvive, venendo fortunatamente ritrovato in un bagno pubblico, ancora con l'ago del braccio.
Il giorno seguente David e Vicki gli fanno visita in ospedale, e David e Nic finalmente si abbracciano in lacrime.
Infine i titoli di coda finali rivelano che Nic è ormai sobrio da 8 anni, e che ciò non sarebbe stato possibile senza l'amore e il supporto della sua famiglia e dei suoi amici.

## Distribuzione
Il film è stato presentato in anteprima mondiale a settembre 2018 al Toronto International Film Festival e successivamente distribuito nelle sale cinematografiche statunitensi il 12 ottobre 2018, mentre in quelle italiane il 13 giugno 2019.

## Accoglienza

### Incassi
Il film ha incassato circa 16 milioni di dollari contro un budget di 25 milioni.

### Critica
Sul sito web Rotten Tomatoes, il film ha ottenuto il 67% delle recensioni professionali positive, con un voto medio di 6,5/10, basato su 262 recensioni. Il consenso critico del sito web recita: "Beautiful Boy vede Timothée Chalamet e Steve Carell offrire un lavoro in vetrina che è spesso tanto potente da compensare l'impatto emotivo della storia".
Su Metacritic, il film ha ricevuto un punteggio medio ponderato di 62 su 100, basato su 45 critiche, indicando "recensioni generalmente favorevoli".

## Riconoscimenti
- 2019 - Golden Globe[7]
  - Candidatura per il migliore attore non protagonista a Timothée Chalamet
- 2018 - Hollywood Film Awards[8]
  - Miglior attore non protagonista a Timothée Chalamet
  - Regista rivelazione a Felix van Groeningen
- 2018 - Chicago International Film Festival[9]
  - Founder's Award
- 2019 - Premio BAFTA[10]
  - Candidatura per il miglior attore non protagonista a Timothée Chalamet
- 2019 - Satellite Award[11]
  - Candidatura per il miglior attore non protagonista a Timothée Chalamet
- 2019 - Screen Actors Guild Award[12]
  - Candidatura per il miglior attore non protagonista a Timothée Chalamet
- 2019 - Critics' Choice Awards
  - Candidatura per il miglior attore non protagonista a Timothée Chalamet[13]